# EL2
EL2 (pour Eau Lourde n°2) - dénommée initialement aussi pile P2 - était un réacteur nucléaire de recherche français utilisé au centre CEA de Saclay de 1952 à 1965. Il s'agit du second réacteur nucléaire français après la pile Zoé (EL1). Après avoir développé une puissance de 500 kW pendant 3 heures le 18 février 1953, EL2 atteignit 850 kW puis 1020 kW par amélioration du refroidissement.
D'une puissance nominale de 2,8 mégawatts, EL2 fut le premier réacteur nucléaire à eau lourde du centre de  Saclay, dont la construction datait de 1949. Avec le premier accélérateur de particules Van de Graaff, il constitua le point de départ du développement du centre CEA de Saclay. Le réacteur EL2 a produit environ 500 grammes de plutonium par an.
Contenu dans une cuve cylindrique de 2 mètres de diamètre et 2,5 mètres de hauteur, EL2 utilisait comme combustible nucléaire environ 3 tonnes d'uranium métallique provenant de l'usine du Bouchet, et 6 à 7 tonnes d'eau lourde comme modérateur. Le refroidissement de la pile était assuré par de l'azote sous pression, lui-même refroidi par de l'eau ordinaire. Les difficultés rencontrées avec EL2 ont contribué à orienter les programmes du CEA vers la filière des réacteurs à l'uranium naturel graphite gaz.
EL2 était destinée aux expériences de physique et de métallurgie, à la production de radioéléments artificiels, tels que le carbone 14, et à la production de plutonium utilisé notamment pour la pile Proserpine.
Le démarrage du réacteur EL2 fut suivi par celui du réacteur EL3 en 1957.
Le démantèlement nucléaire d'EL2 a été effectué, ce réacteur a été rayé de la liste des installations nucléaires françaises. Les combustibles usés d'EL2 sont actuellement stockés dans une station d’entreposage des déchets radioactifs de Cadarache (CASCAD).